# Gladys Egan
Gladys Egan (ur. 12 lipca 1905 w San Francisco, zm. 26 lipca 1997 w Nowym Jorku) – amerykańska aktorka.

## Filmografia
- 1908: Przygody Dollie
- 1909: Wiejski lekarz